# 할힌골 전투
할힌골 전투(몽골어: Халхын голын байлдаан, 러시아어: бои на реке Халхин-Гол, 일본어: ノモンハン事件 노몬한 지켄[*], 영어: Battles of Khalkhin Gol)는 1939년 5월부터 8월까지 몽골 인민공화국과 만주국의 국경 지대인 할하강 유역에서 소련군·몽골군과 관동군·만주국군 간의 국경 분쟁으로부터 시작된 전투를 말한다.
관동군이 만주를 장악하고 있는 상황에서, 중국 동북부 외몽골과 인접한 할하 강변 노몬한 부근은 국경선이 확실치 않아 잦은 분쟁이 일어났다. 1939년 5월 11일 몽골군 기병 70 ~ 90명이 할하강을 건너오자 일본군은 이를 불법 월경으로 간주하였고, 이는 양측 간의 선전포고 없는 전쟁으로까지 번졌다. 전투는 크게 세 단계로 나누어 볼 수 있는데, 먼저 5월에는 제한된 병력들이 교전하였으며 일본군이 패배했다. 7월에 펼쳐진 일본군의 공세는 실패로 끝났으며, 마지막으로 8월에 소련군이 공세를 펼치면서 분쟁 지역을 모두 점령하고 관동군에게 타격을 입히는 것으로 마무리된다.
이 전투에서 일본군은 소련군에게 참패하여 소련이 요구하는 대로 할하강을 경계로 만주국과 몽골의 국경선이 확정되었다. 또한 양국은 소련-일본 불가침 조약을 맺게 되었고, 바르바로사 작전 이후 독일이 소련의 극동을 공격해 달라는 요청을 계속했음에도 불구하고, 일본이 끝까지 소련과 맺은 조약을 지킨 것도 바로 이 전투의 패배의 영향이 컸다. 이 전투 이후 일본이 북부로의 팽창보다 남동아시아로의 확장을 추구하게 되는 데에도 영향을 미쳤다. 한편 이 전투는 이후 제2차 세계대전(대조국전쟁)에서의 전공으로 유명해진 게오르기 주코프의 첫 승리이기도 했다.

## 제1차 할힌골 전투

#### 전투 초반-소련의 근소한 우세
중일전쟁이 가장 치열했던 시기로 일본의 대본영에서는 사건이 전면전으로 확대되는 것을 우려하였다. 그러나 관동군은 이를 무시하고 병력을 총동원하여 대대적 공세를 취했다. 몽골과 상호 원조 조약을 맺고 있었던 소련군은 일본군과 격전을 벌였다.
5월 28일 니콜라이 페클렌코가 이끈 소련군 1,500여 명은 숫적으로 우세한 2,000여 명 이상의 관동군과 맞서 싸웠다. 병력 면에서 소련군은 열세였으나, 장갑차와 야포,자주포의 숫자와 성능은 소련군이 우세하였다. 소련군은 야포와 자주포, 장갑차를 적절히 활용하여 일본군의 대응 전력을 먼저 격파한 다음 보병을 포위하여 섬멸하였다. 일본군은 약 50-70%의 피해를 보아 전멸했으나 지상전과는 달리 공중전에서는 일본군이 우세했다. 이는 제 2차 할힌골 전투의 불씨가 되었다.
제1차 할힌골 전투를 승리로 이끈 페클렌코는 모스크바에서 훈장을 받았다. 몇몇 문헌에서는 페클렌코가 숙청되었다고 서술하고 있으나 이는 하산호 전투의 사령관인 바실리 블류헤르 원수와 혼동한 오류에 지나지 않다. 페클렌코의 후임으로 부임한 사람은 게오르기 주코프였다.

## 제2차 할힌골 전투

#### 전투 중반-소련, 몽골 연합의 우세
6월 27일, 일본 관동군 항공대는 107대의 항공기를 동원하여 도르나드 지방 탐사크 불락 일대의 소련의 항공기지를 급습하여 기지의 절반이 파괴되었고 소련은 100대가 넘는 항공기를 상실했다.

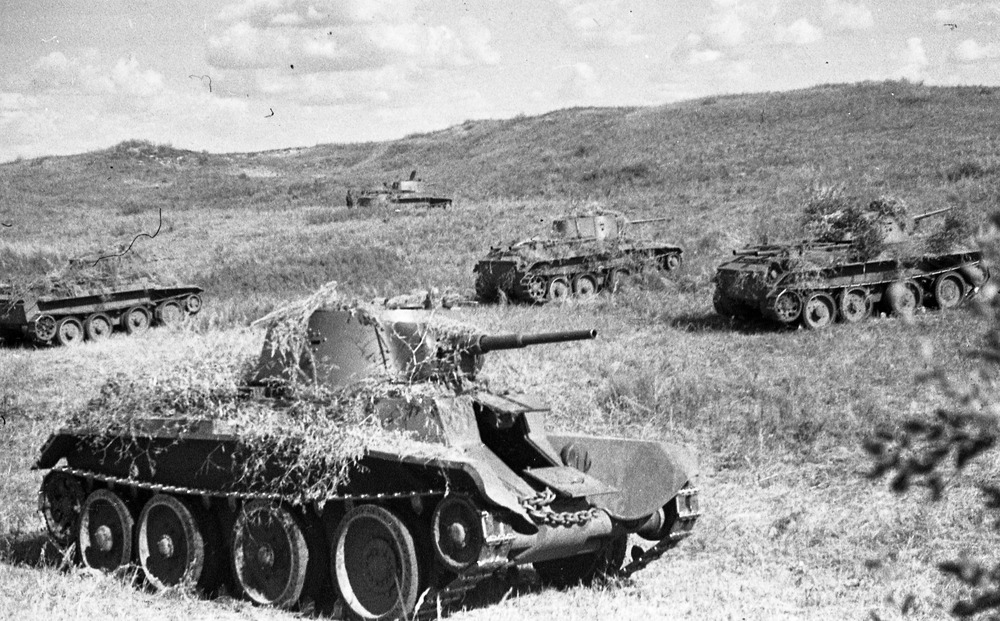
소련군 전차

이와 같은 급습을 당한 소련은 보복전을 준비하였다. 소련의 외무인민위원 몰로토프는 앞으로 전개될 보복전이 단순히 톰스크 기지의 피해를 앙갚은 하는 것을 넘어 만주와 몽고의 국경을 정함에 있어서 소련의 우위를 점하는 것에 목표를 두어야한다고 역설을 하였다. 몰로토프의 주장에 대해서 스탈린은 옳다고 생각하여 벨라루스 관할군 부사령관이었던 게오르기 주코프를 할힌골 전투의 총지휘관으로 임명하였다.

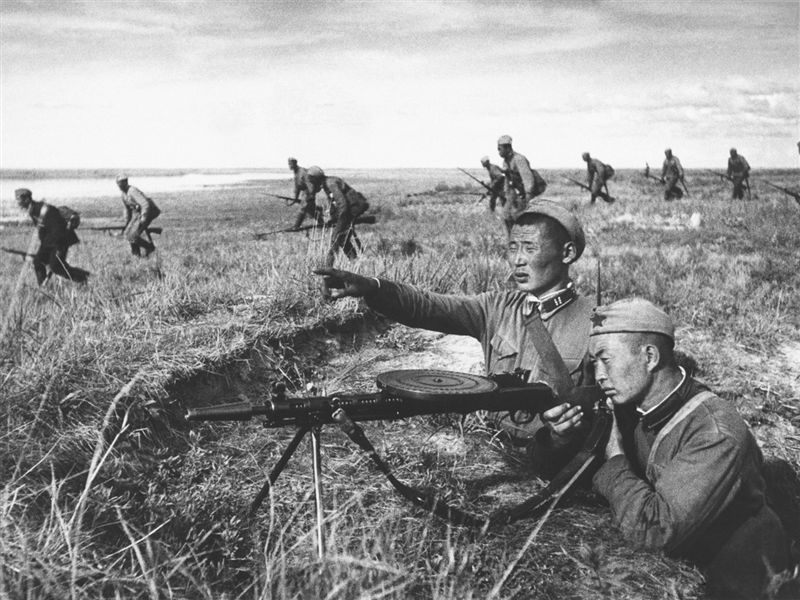
할하강 서안에서 일본군의 반격에 맞서 싸우고 있는 몽골군

일본은 이로서 관동군 내에서도 정예라 불리는 제 7사단을 투입했다. 이로써 일본군은 돌이킬 수 없는 수렁에 빠지기 시작하였다.

#### 쌍방의 병력 상황
주코프는 모스크바에 대규모의 지원 병력을 요청했다. 모스크바는 이에 화답하여, 주코프의 요청의 2배가 넘는 병력을 주코프에게 보내주었다. 그 결과, 주코프 장군의 소련군은 3개 소총사단, 2개 전차사단, 2개 전차여단, 2개 차량화보병사단, 전투기와 폭격기 557대를 보유하게 되었다. 전차는 498대에 이르렀다. 주코프는 이 물자들을 눈에 띄지 않도록 세심한 주의를 기울여 전장까지 이동시켰다.
이에 맞서는 일본군은 전차 135대와 항공기 250대를 보유했다. 소련군은 일본군의 전차보다 성능이 뛰어난 전차를 많이 보유하였다. 일본군의 주력 전차는 89식 중전차나 97식 전차로, 대부분 소련군 전차와 기갑전을 벌이기에 부족하였다. 소련군 전차는 BT-5, T-26 등이 있었다. 전투에 임하여 일본군 기갑병력은 열세를 드러 내어 큰 피해를 입고 후퇴하는데 급급하였다. 일본군 포병도 소련군 포병의 압도적인 화력과 기세에 눌렸다. 일본군에게 점차적으로 위기가 다가오고 있었다.

#### 전투 후반-주코프의 반격, 소, 몽 연합의 압도적 승리
7월 2-3일에 80대의 전차와 100문이 넘는 대포로 일본군 10,000여 명이 공격해 왔으나 446대의 전차와 장갑차를 장비하고 있던 소련군에게 대패했다. 일본군은 악착같이 맞서 싸우기는 했으나 결국 수천여 명의 사상자를 낸 채 4-5일에 걸쳐 일방적으로 패주했다. 일본군 전사자들 가운데는 익사자도 적지 않았다. 소련군도 수천여 명에 달하는 사상자가 발생하였다.

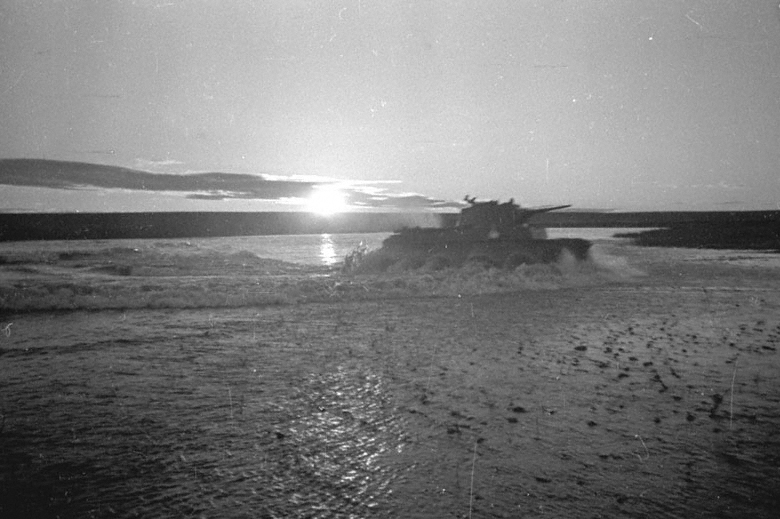
할하강을 도하 중인 소련군 전차

일본군의 공세가 소진되기를 기다린 주코프는 현대화된 기갑 전력을 이용하여 8월 20일 대규모의 포병력과 차량화 보병을 이용한 화력지원을 하고 폭격기와 전투기를 동원한 공중지원과 함께 기갑전력(3개 기갑여단, 2개 기계화여단)과 보병을 포함한 50,000여 명의 대병력으로 하여금 강을 도하하게 하는 대담한 기동 작전을 감행했다.
또한 500여 대의 전투기와 폭격기가 20일 새벽 5시 45분부터 일본군 진지에 대규모 폭격을 가했다. 이와 동시에 대규모의 포격도 일본군 진지를 향해 가해졌다. 2만 수천여 명의 잔존 일본군은 강력히 저항하면서 소련군에게 큰 피해를 입혔지만, 소련-몽골군의 500여 전차와 50,000여 병(3개 보병사단, 1개 전차여단)은 피해에 아랑곳하지 않고 일본군을 포위하기 시작했고, 그 결과, 일본군 제 23사단은 8월 25일에 이르러 소련군의 넓은 포위망 안에 갇혀버렸다.

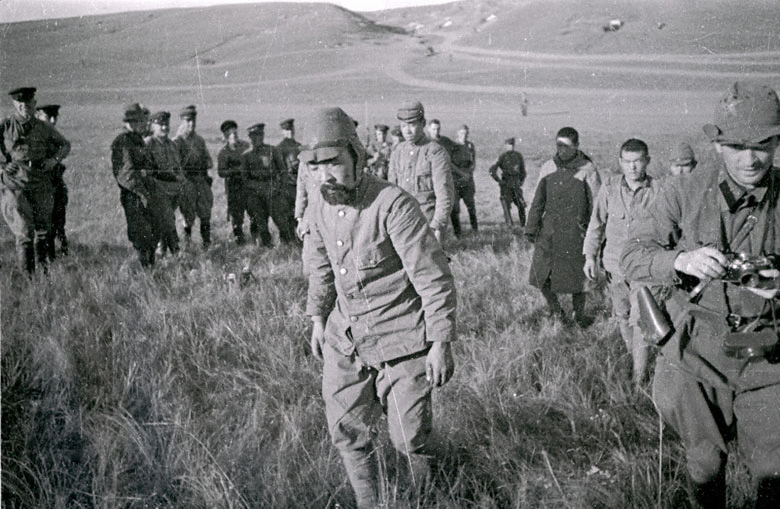
포로로 잡힌 일본군

8월 26일에 일본군은 제 23사단을 구원하기 위한 작전을 펼쳤지만, 실패하였다. 그 다음날인 27일에는 제 23사단이 포위망을 돌파하였지만 이마저 실패하였다. 일본군이 항복에 머뭇거리는 사이, 소련의 포격과 항공 폭격이 일본군 진영에 계속인 타격을 가하였다. 31일에 이르자, 일본군은 사실상 붕괴하였다. 제 23사단의 잔여병력은 만주국 국경으로 겨우겨우 빠져나갔다. 관동군은 투입된 병력의 절반을 손실하였다. 전투가 벌어졌던 할힌골은 드넓고 황량한 평야 지대였기에, 기계화되고 근대화된 소련군이 역량을 펼치기에는 더할 나위 없이 좋은 것이었다.

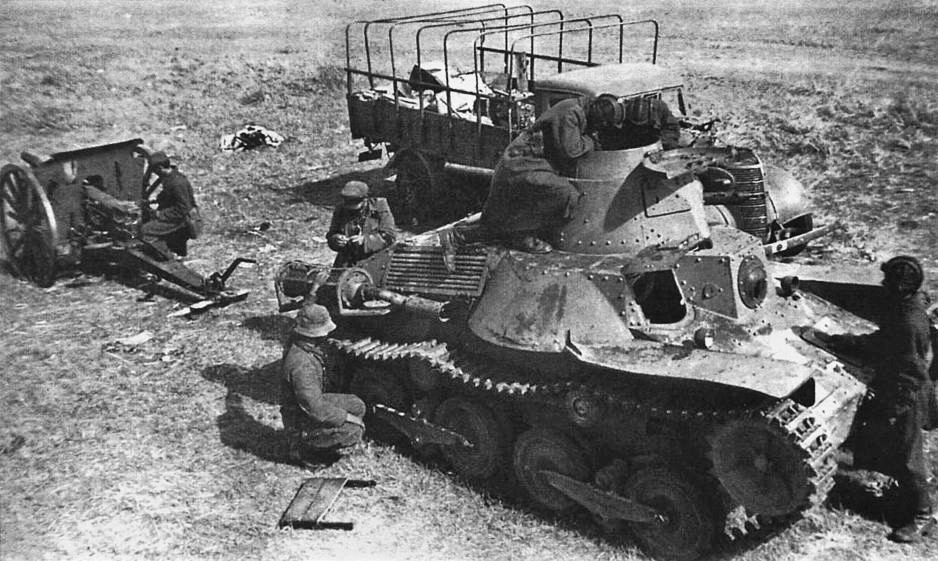
노획된 일본군 전차

관동군 6군 전체가 소련군 포위망에 갇혀버렸는데, 특히, 관동군 6군 제 23사단은 피해율이 70%-80%에 달할 정도였다. 제 23사단의 대부분이, 전투가 벌어지기 불과 1년 전에 만들어진 사단이었고, 병력의 거의 대부분이 신참 징집병이며, 물자도 다른 보병사단보다 형편이 없었다.
2주 만에 관동군은 할힌골 전장에서 처참하게 전멸당한채 후퇴했다. 중국군과의 전투에서 항상 승승장구 하였던 일본 육군은 최초의 대참패를 맛보았다.

## 전투 이후

#### 전투의 의의
이 전투에서 근대화된 소련군의 기갑 전력에 “총검 백병주의”를 앞세우던 관동군은 참패하여 소련이 요구하는 대로 할하강을 경계로 만주국과 몽골의 국경선이 확정되었다. 이 전투 이후 그 동안 계속되었던 소련, 몽골-일본 국경 분쟁은, 이로써 결국 끝을 맺었다. 소련은 나치 독일의 폴란드 침공이 전투가 끝난 직후인 9월 1일에 개시되었던 탓에 동쪽에 신경 쓸 여유가 없었다. 소련은 9월 17일 폴란드 동부 국경을 대대적으로 침공한다.

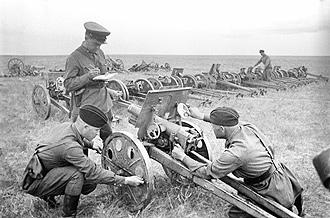
소련군에 노획된 일본군 포

일본군은 물량과 기갑 전력 면에서 앞선 소련군을 당해내지 못하였고(이미 1938년에도 소련의 전설적인 명장 중 한 명이라 할 수 있는 바실리 블류헤르 원수에게 하산 호 전투에서 일본군은 압도적인 병력 차와 기갑 전력의 차이로 패배한 적이 있었다. 단, 이 전투에서는 소련군의 피해도 심했던 까닭에, 후에 블류헤르 원수의 숙청의 원인이 되었다.) 결국 여러 차례의 국경 분쟁은 모두 소련 측이 원하는 대로 일단락되었다.
또한 양국은 소련-일본 불가침 조약을 맺게 되었고, 바르바로사 작전 이후 독일이 소련의 극동을 공격해 달라는 요청을 계속했음에도 불구하고, 일본이 끝까지 소련과 맺은 조약을 지킨 것도 바로 이 전투의 패배의 영향이 컸다. 할힌골 전투에서의 승리가, 독일과 일본이 손을 잡아 소련을 공격하는 것을 저지한 것이었다.

#### 사령관들의 운명
이 전투의 패전에 대한 책임으로 우에다 겐키치 관동군 사령관과 이소가이 렌스케 참모장과 일선 지휘관인 고마쓰바라 미치타로는 전역되었다. 이들과는 다른 상황을 맞은 사람은 주코프였고 스탈린에게 공적을 치하받았다. 덧붙여서 소비에트 연방 영웅 칭호까지 수여받았다. 이후 고마쓰바라는 위암 수술 도중에 사망하였다. 물론 그가 참패의 책임을 혼자 뒤집어쓰게 되어 주변으로부터 강하게 자살 압력을 받은 것은 사실이다.
참모 신분으로 사령관 서명란에 대리 서명하여, 월권으로 전투를 확대시킨 장본인 쓰지 마사노부 역시 일시적으로 좌천되었다. 그러나 “전쟁은 졌다고 생각했을 때 지는 것이다”라고 주장한 쓰지는 열심히 싸운 일선 연대장들에게 할복자살을 강요하고, 자신은 태평양 전역으로 전출되어 과달카날 전투에서 또다시 독단으로 지휘체계를 교란, 파멸적 결과를 불러일으킨다.

## 쌍방의 피해

#### 쌍방의 피해에 관한 논의와 논란
참고로 이 전투는 소련이 대승했지만 1991년 12월26일 소련 붕괴 이후 밝혀진 소련 문서에 따르면 소련의 피해도 결코 적지 않은 전투였다. 사상자 관련 수치에는 상당한 논란이 있다. 일부 자료에 따르면, 일본 측의 전사자는 45,000여 명, 소련 측의 사상자는 17,000여 명에 달한다. 또한, 다른 자료에는 일본 측의 사상자는 17,000여 명, 소련 측의 사상자는 9,000여 명으로 나타나기도 한다. 그러나 전투에 참여한 일본군이 대략 2만에서 3만명 수준임을 감안하면 몇몇 수치는 터무니 없이 소련이 부풀린 걸로 보이기도 한다. 전투시 일본과 소련은 모두 개인과 언론의 자유가 극도로 억압된 전체주의 국가였기에, 정확한 수치를 제대로 발표하지 않아서 수치 정확한 전사자들의 수를 알기가 어렵다. 일본 관동군이 거의 괴멸 지경에 이르렀으므로 서방 연합국들의 수치가 가장 믿을 만 하다고 판단된다. 한편, 이 주장이 부정확하다는 다른 주장도 있다.
특히 일본 육군 항공대의 공습과 화염병 투척으로 인한 피해가 상당하였다고 한다. 그리고 주코프도 이 전투가 첫 실전이었던 까닭에, 그리 세련되거나 매끄럽지 못한 전투 진행을 보여주었고, 또한 여러 번 실수를 하기도 했다. 모스크바에서의 정치적 압박과 더불어 주코프 개인의 공명심도 있었기 때문이었다.
주코프는 총검과 화염병으로 처절히 맞서 싸운 일본군 장병들의 용맹을 칭찬하기도 했다. 하지만, 주코프는 현대적 기동전과 종심 교리를 잘 익힌 지휘관이었다. 전투 후반부로 넘어가면서 소련군도 병력과 기갑 전력을 대량으로 투입하고, 또한 스페인 내전으로 다져진 베테랑 전투기 조종사와 전투기들도 투입하면서 일본군은 제공권마저 빼앗겼고, 결국 할힌골에서 참패하였다.